# Región de Gash-Barka
Gash-Barka es una región (zoba) de Eritrea, en la parte suroeste del país. Su capital es Barentu y tiene un área de unos 33.200 km². Su población es de aproximadamente 799.000 habitantes.